# Кромпир
Кромпир је врста биљака скривеносеменица из породице помоћница (Solanaceae). Узгаја се широм планете и користи за исхрану људи и домаћих животиња, јер поседује подземно стабло веома богато скробом. Реч „кромпир“ се може односити на било саму биљку или на јестиву кртолу. Пореклом је из Јужне Америке, са Анда. Врста је доместификована у јужном Перуу, а у Европу су га донели Шпанци средином 16. века. У Андима се култивирају и неке друге блиско сродне врсте.
Кромпир је постао основна храна у многим деловима света и интегрални део знатног дела светских залиха хране. Он је четврти по величини усев у свету, након кукуруза, пшенице, и пиринча. Зелено лишће и и зелена кора кртола након излагања светлости су токсични.
Дивље врсте кромпира су присутне широм Америка од Сједињених Држава до јужног Чилеа. За кромпир се некад сматрало да је био доместикован независно на више локација, али су каснија генетичка тестирања широког варијетета култивара и дивљих врста показала да постоји само једно место порекла кромпира у области данашњег јужног Перуа и екстремне северозападне Боливије (од врста у Solanum brevicaule комплексу), где је до доместикације дошло око пре 7.000–10.000 година. Након миленијума селективног узгоја, сад постоји преко хиљаду различитих типова кромпира. Преко 99% у данашње време култивисаног кромпира широм света потичу од сорти које воде порекло из низија јужног-централног Чилеа, које су замениле раније популарне варијанте са Анда.
Локални значај кромпира је променљив и брзо се мења. Он је и дање есенцијални усев у Европи (посебно у источној и централној Европи), где је производња по глави становника још увек највећа на свету, међутим највећи део брзог ширења током задњих декада се одвио у јужној и источној Азији. Године 2014, Кина је предводила светску производњу кромпира, и заједно са Индијом, произвела је 37% кромпира глобално.

## Етимологија
Српски назив кромпир представља германизам (од Grundbirne) који значи „крушка из земље”.
Биљка се колоквијално и дијалектално назива кртола, што је забележено у Српском дијалектолошком зборнику. Овај облик наводи и Српска читанка Ј. Гашпара из 1871. године. Данас се кртола примарно односи на задебљани, подземни део стабла или корена (нпр. кртола кромпира).

## Ботанички опис биљке
Кромпир је вишегодишња зељаста биљка, висине од пола метра до једног метра, животне форме геофита - поседује подземно стабло (тубер, одакле и потиче латински назив) по типу кртоле. Заправо, на ризому се налазе бројне столоне на којима се формирају кртоле. Листови су перасто дељени. Постављени су наизменично. Боја цвета варира од беле до ружичасте и љубичасте, са јарко жуто обојеним прашницима који су срасли са основном крунице, док су им антере међусобно приљубљене. Цветови су иначе актиноморфни, постављени терминално и груписани у цимозне цвасти увојке. И круница и чашица имају по пет листића, са тим да боју цвету даје круница која је иначе симпентална. Прашници су са антерама које се отварају на врху са две поре, а плодник је двоок. Стубић плодника је дужи од прашника. Цвета од јуна до августа. Узгајани варијетети су углавном бесполни (без цветова или са стерилним цветовима). Опрашивање је у већини случајева спољно (инсектима, ветром), али постоје и подаци о самоопрашивању/самооплођењу. Сви варијетети кромпира се могу вегетативно размножавати кртолама. Плодови фертилних варијетета су сочне жућкастозелене бобице које подсећају на мале зелене плодове парадајза. Често се кртоле називају плодовима кромпира, али је ово ботанички неисправно. У плоду се може наћи и до 300 семена.
- цветови
- цветови
- цветови

## Историја
Доместификација кромпира је била предмет великих спекулација. Примерке које је Карл фон Лине описао као тип врсте припадали су подврсти S. tuberosum ssp. tuberosum који расте у шумама у архипелагу Чилое.
Међутим, археолошки докази ипак нису наводили ни на какве конкретне и дефинитивне закључке, што је ишло у прилог могућој тези о „дуалном пореклу“ кромпира са главним центром на Андима Перуа и Боливије, и споредним центром у Архипелагу Чилое. коју је предложио ботаничар и генетичар Николај Иванович Вавилов у својој студији о географији доместикованих биљака. У складу са овом теоријом, једна подврста потиче са висоравни, где су је Инке и Тиванаке вероватно доместификовале у 7. миленијуму п. н. е, док друга потиче из архипелага Чилое.
Контроверза се разрешила 2005. године, када је објављена генетичка студија коју је водио и спровео ботаничар Дејвид Спунер на Универзитету у Висконсину. Спунер је стручњак који ради на Одсеку за пољопривреду у САД. Он је установио преко анализа генетских ознака неких 360 врсти кромпира да „све врсте које се данас гаје потичу од доместификације S. bukasovii са југа Перуа и запада Боливије, која се десила неких 8000 година п. н. е.
Многе од ових врсти потичу од чилеанског хибрида добијеног укрштањем ове врсте и једног дивљег варијетета који расте у пампи, чиме се добила S. tuberosum ssp. tuberosum, од које потиче данас најмање 286. домаћих врсти, што их у сваком случају не чини обавезно прецима хиљаде других варијетета ове подврсте које данас постоје и која се највише гаји у свету. Основна разлика између ове и S. tuberosum ssp. andigena, првобитног кромпира са перуанских Анда, је у циклусу светлости који им је потребан: док је перуанска подврста прилагођена кратким данима и не цвета нити производи корен ако је превише изложена светлости, подврста tuberosum захтева доста светлости.
Теорија да о перуанском пореклу кромпира је доста стара и процењује се да у Перуу има више од 3.000 разних домаћих врсти кромпира, а неке од њих не могу бити узгајане ван Перуа јер захтевају специфичне климатске и агроеколошке услове.

### Почетак коришћења кромпира у Европи
Велики број гајеног поврћа је пореклом са територија Јужне Америке, и већина је уведена у употребу у Европи убрзо после Колумбовог путовања 1492. године, али је кромпир увезен знатно касније. Узрок овом „кашњењу“ се може наћи у податку да је узгајан у вишим деловима Анда, које су Шпанци посетили тек 1532. године. Први помен кромпира у Колумбији се налази у литератури из 1537. године (помиње га Педро Сијеса Леон, савременик Франсиска Пизара), а као нова биљка описан је тек 1552. Датум преношења кромпира у Европу није још утврђен (и вероватно није ни записан), али се може утврдити најраније присуство кромпира на европском коонтиненту.
Кромпир је 1588. године већ био познат и гајен у одређеним деловима Италије, што указује на још ранију ширу употребу ове биљке у Шпанији. Постоје индиције да је узгој кромпира у Шпанији постојао пре 1573. године. Скоро су пронађени подаци о извозу кромпира са Канарских острва за Антверпен у новембру 1567. године. Ако се претпостави да је вероватно узгајан бар пет година на самим Канарским острвима, године око 1562. би се могле означити као године интродукције кромпира у Европу. Ово би значило да је кромпир стигао у Европу само десет година после описивања врсте, односно око 30 година после Пизара, као и да је најпре узгајан на острвима, а тек касније и у континенталној Шпанији.
Кромпир се у Европи користио углавном као храна за стоку. У Француској је чак било забрањено да се узгаја кромпир јер се веровало да изазива лепрозу. Заслугом француском агронома Антоана Аугустина Парментјеа, употреба кромпира за исхрану људи се проширила широм Европе. Он је проширио гласине да је кромпир храна резервисана само за богате и наредио војницима да чувају вртове засејане кромпиром. Сиромашно становништво је у годинама великих глади у предреволуционарној Француској крало и јело кромпир. Кромпир је у централну Србију донео Доситеј Обрадовић на почетку Првог српског устанка.

## Производња

### Свет
| Производња током 2006. и 2007.                 |                    |                      |     |                                        |                      |
| Бр.                                            | Производња у 2007. | Количина у тонама () | Бр. | Производња по глави становника у 2006. | Количина kg/становнику |
| ---------------------------------------------- | ------------------ | -------------------- | --- | -------------------------------------- | -------------------- |
| 1                                              | Кина               | 72.000.000           | 1   | Белорусија                             | 835,6                |
| 2                                              | Русија             | 36.784.200           | 2   | Холандија                              | 415,1                |
| 3                                              | Индија             | 26.280.000           | 3   | Украјина                               | 414,8                |
| 4                                              | Украјина           | 19.102.300           | 4   | Данска                                 | 291,1                |
| 5                                              | Сједињене Државе   | 17.653.920           | 5   | Летонија                               | 286,0                |
| 6                                              | Немачка            | 11.604.500           | 6   | Пољска                                 | 271,5                |
| 7                                              | Пољска             | 11.221.100           | 7   | Белгија                                | 267,4                |
| 8                                              | Белорусија         | 8.744.000            | 8   | Литванија                              | 261,2                |
| 9                                              | Холандија          | 7.200.000            | 9   | Русија                                 | 259,0                |
| 10                                             | Француска          | 6.271.000            | 10  | Киргистан                              | 219,4                |
| Производња током 2007. износила је 321.696.483 t|                    |                      |     |                                        |                      |

Производња кромпира на светском нивоу стално је у порасту. Лидери у производњи биле су земље развијенијег севера, међутим, наглим економским развојем Кине, Индије и Бразила, неразвијене земље константно бележе пораст производње. Количина произведеног кромпира у развијеним регијама смањила се са 183,13 милиона t, колико је износила 1991. на 155,56 милиона t у 2007, док су неразвијени крајеви готово удвостручили производњу са 84,86 на 165,15 милиона тона за исти временски период. По први пут у историји индустрије производње кромпира, лидерску позицију преузеле су неразвијене државе које су 2005. имале 160.000 t више, и бележе стални раст.
Данашњи светски лидер у производњу је Кина са 72.000.000 t у 2007. Међутим, мерено по глави становника, Белорусија производи 835,6 kg, што је сврстава у највећег произвођача у односу на број становника.
Укупно је током 2007. произведено 321.169.000 t кромпира. Занимљиво је да производња Кине и Русије представља готово 1/3 светске производње.

### Африка
Узгајање кромпира на тлу Африке почело је с почетком 20. века али због лоших финансијских услова, и немогућности улагања у пољопривреду, приноси су вековима били мали. Међутим, стицањем независности и јачањем економија, пре свега Египта и Јужне Африке, инвестиције у развоју наводњавања и набавку машина припомогле се и индустрији кромпира. Африка је са 2 милиона тона, колико је производила 1960, своју производњу повећала на преко 16 милиона. Највећи принос од 16,5 милиона тона забележен је 2005.
Данас се кромпир узгаја на 1.502.695 ha са којих се сакупи око 16,3 t (2007) односно на просечно 10,86 t/ha. Највећи произвођач је Египат са 2,6 милиона тона, док друго место деле Малави, Јужна Африка и Алжир.

### Азија и Океанија
Азијски регион представља главног снабдевача светског тржишта кромпира. Сама Кина учествује са више од 20%, која на својих 5 милиона хектара производи 72.000.000 t кромпира. Не рачунајући производњу Руске Федерације која се сврстава у европске, а не у азијске произвођаче, други велики произвођач је Индија, иза које следе Иран и Бангладеш.
Аустралија има само 32.000 хектара засађеним под кромпиром, који дају око 1,1 тоне. Међутим, захваљујући повољним условима производња по хектару износи око 39,5 t што је изнад светског просека. Највећи принос по хектару има Нови Зеланд од 42 тоне.

### Европа
Узгајање кромпира на европском тлу почело је још у 16. веку. Европа је донедавно била светски лидер у производњи, међутим међу 10 највећих произвођача света и даље је 7 европских земаља где највише засађених површина има Русија. Још за време Совјетског Савеза производила је преко 100.000.000 тона годишње. Распад Совјетског Савеза и дугогодишња економска криза утицала је на то да се производња смањи на садашњих 36.784.200 t. И поред тога она је Други светски произвођач. Завидну производњу има и Украјина (19,1 милиона t), Немачка (11,6 милиона t), Пољска (11,1 милиона t), Белорусија (8,7 милиона t), Холандија (7,2 милиона тона) и Француска (6,2 милиона t).
Србија има заслађена око 100.000 хектара, који су у 2004. дали 975.090 t. Недовољна улагања у пољопривредни сектор имала су за последицу мању количину приноса у односу на остале западноевропске земље. Током 2004. српски произвођачи извезли су око 9.01 t што им је довело приходе од преко 29 милиона динара. Највећи инострани купац била је Румунија. Иако је она једна од већих произвођача, готово 60% кромпира из Србије, завршило је на румунском тржишту.

### Латинска Америка
Иако је Јужна Америка прапостојбина кромпира, латиноамеричке државе су произвођачи са најнижим приносима. Током 2007. произвели су 16 124.302 t што је око 200.000 t мање од афричке производње. Највеће количине кромпира има Бразил, 3,3 милиона тона, које су намењене пре свега за извоз. На другом месту са произведених 3,2 милиона t је Перу, иако има скоро дупло више засађених површина. Мексико је са 1,5 милиона тона на 5. месту.

### САД и Канада
Занимљиво је да је узгајање кромпира на америчком тлу почело у 18. веку. Према неким подацима, први печени кромпир служен је у Белој кући за време мандата Томаса Џеферсона. Вековна улагања у пољопривреду довела су САД у групу лидера у производњу кромпира. Са приносом од 38,7 t/ha има продуктивност 2,5 пута већу од светске. На територију Сједињених Америчких Држава постоји 456.000 ha засађених под овом културом. Током 2007. укупна производња била је нешто више од 17,65 милиона тона, што је било довољно да САД сврста као петог светског произвођача. Око 60% произведеног кромпира извезе се су у виду готових или полуготових производа, док се процењује да сваки Американац годишње поједе око 56 kg.
У Канади су се прве плантаже кромпира појавиле у Њу Брансвику средином 17. века. Данас је она 13. светска сила у кромпирској индустрији која је током 2007. произвела више од 4,9 милиона тона.

## Примена
Кромпир је једна од важнијих намирница у људској исхрани, а био је врло значајан за нестанак глади у Европи. Наиме, ово је четврта по реду намирница по распрострањености у свету после кукуруза, пшенице и пиринча. Ова биљка расте на свим географским дужинама и при томе захтева сасвим мало простора, односно земљишта, а може да се сачува и до шест месеци без фрижидера. Веома је хранљив. Кромпир напада инсект кромпирова златица, која може бити погубна за род, али уколико је здрав, искористљиво је 85% рода, за разлику од житарица код којих је искористиво 50%. Зато и не чуди што је организација за храну и пољопривреду (скраћено: FAO, енгл. Food and agriculture organization) 2008. годину прогласила Међународном годином кромпира. У људској исхрани се употребљава куван и печен док је сиров благо отрован. Индустријским поступком од кромпира се добија скроб, а сечењем кромпира на танке листиће, затим одстрањивањем скроба и печењем у врелом уљу добија се чипс. У индустрији се кромпир често прерађује у грануле, љуспице или брашно, при чему се ослобађа од воде. То се даље може искористити као сточна храна, али и у људској исхрани за згушњавање сосова или омекшавање посластица. Скроб, главни састојак кромпира се хидролизом може разложити на глукозу, која се опет алкохолним врењем може превести у алкохол. На тај начин настају вотка и аквавит, ракија популарна у Скандинавији.
Око две трећине рода кромпира се користи у исхрани, али кртола се користи и у друге сврхе. Скроб из кромпира се користи за укрућивање тканина и тапета (штирак), као додатак бојама да би се згуснуле, а употребљава се и при штампању на памуку и лану. Кромпир се користи и за добијање важних киселина: лимунске и фумарне, али и етанола, који служи као гориво и за добијање биопластике.
Кромпир је и лековита биљка. Кришке кромпира спречавају избијање плика услед опекотина. Кришке кромпира или скроб из њега могу отклонити мрље од спанаћа или масти, а такође се у води у којој се кувао кромпир лако чисти сребрнина. Такође са одеће отклања и трагове од зноја, а може се користити и као дезодоранс. Коначно, може се користити и као хербицид.